# Mycena discopus
Mycena discopus é uma espécie de cogumelo da família Mycenaceae. Foi descrito cientificamente em 1886.